# Elaboración de cerveza

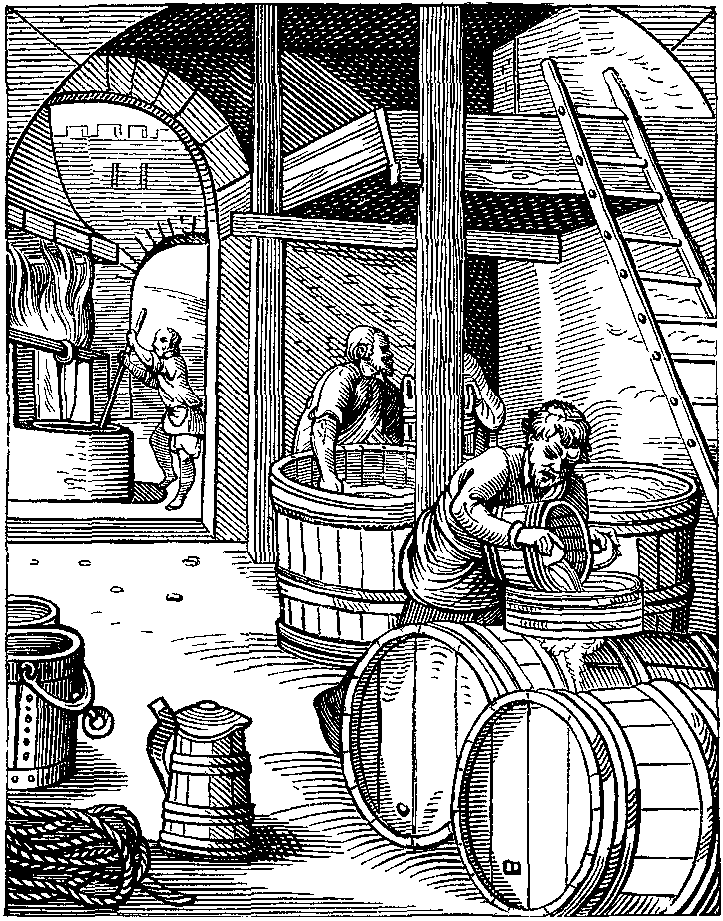
Una fábrica de cerveza del (ilustración de J. Amman).

La elaboración de cerveza se divide a grandes rasgos en dos procesos principales: el primero corresponde a la conversión del almidón de un cereal en azúcares fermentables por acción de las enzimas que se encuentran en la malta y la posterior fermentación alcohólica de los mismos por la acción de la levadura. Este método, aunque tiene como principal objetivo la producción de cerveza, es muy similar al empleado en la elaboración de bebidas tales como el sake, el hidromiel y el vino. La elaboración de la cerveza tiene una muy larga historia, y las evidencias históricas dicen que ya era empleada por los antiguos egipcios. Algunas recetas antiguas para la elaboración de cerveza, proceden de escritos sumerios. La industria de cerveza es parte de las actividades de la economía de Occidente.

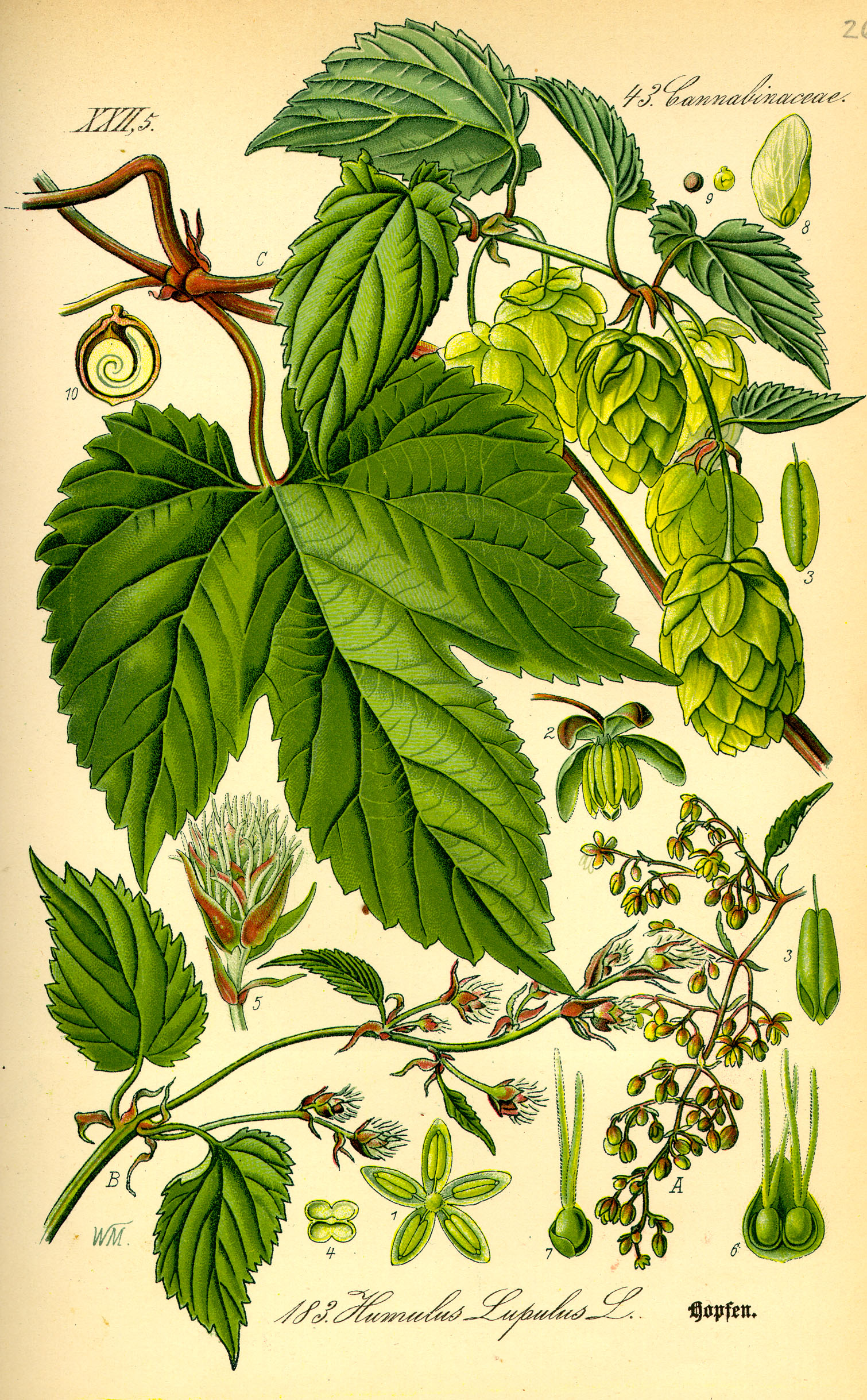
Ilustración de la planta del lúpulo.

Los seis ingredientes básicos que por regla general intervienen en la elaboración de la cerveza son:
- Malta: constituye uno de los elementos iniciales de la elaboración de la cerveza, constituida principalmente por semillas de cebada[2] que han germinado durante un período limitado, hasta que han brotado a unos dos o tres centímetros y posteriormente son retirados y desecados. La elaboración de la cerveza se puede hacer con cualquier cereal que se «maltea» (es decir cualquier semilla que posea almidón y sea susceptible de germinar); la cebada posee entre un 60-65 % de almidón. El objetivo de este paso es la producción de amilasa que será utilizada para descomponer el almidón.
- Agua: otro elemento principal, interviene no solo en los momentos iniciales de mezclado con la malta, sino que en algunos de los filtrados posteriores, introduce un sabor característico (es famoso el dicho que dice que una pilsener de Dortmund sabe diferente de una de Múnich). Entre el 85 y 92 % de la cerveza es agua.
- Lúpulo: El Humulus lupulus es un ingrediente relativamente moderno en la cerveza, se trata de una planta trepadora de la familia del cannabis que, además de proporcionar un sabor amargo característico, es la encargada de estabilizar la espuma. Los lúpulos son responsables de los aromas y los sabores florales de algunos tipos de cerveza, especialmente las de los Estados Unidos e Inglaterra. De esta planta se utiliza la flor hembra sin fecundar. Este ingrediente posee muchas propiedades medicinales, entre ellas las tranquilizantes.[3] Otros de los fundamentos de la adición a la malta es el frenado de los procesos enzimáticos tras el primer filtrado.
- Levadura: se denomina así a los organismos unicelulares (de tamaño 5 a 10 micras) que transforman mediante fermentación los glúcidos y los aminoácidos de los cereales en alcohol etílico y dióxido de carbono (CO2). Existen dos tipos de fermentación: la fermentación alta, que corresponden a las levaduras flotantes (Saccharomyces cerevisiae), que genera la cerveza Ale y la fermentación baja que corresponde a las levaduras que se van al fondo durante la fermentación Saccharomyces carlsbergensis o Saccharomyces uvarum que sirve para la elaboración de la cerveza Lager. La fermentación alta resulta en sabores afrutados y otras características atípicas de las lagers, debido a la producción de ésteres y otros subproductos de fermentación.
- Grits: son añadidos que hacen más estable la elaboración, generalmente otro tipo de cereales, tales como trigo, avena, maíz e incluso centeno. Además de la estabilización de espuma, estos cereales añaden distintos sabores a la cerveza y aumentan la percibida 'densidad' de la bebida misma.
- Azúcar: A veces, el azúcar se añade durante la fase de ebullición para aumentar la cantidad de alcohol en el producto final o incluso para diluirlo.

## Malteado del cereal

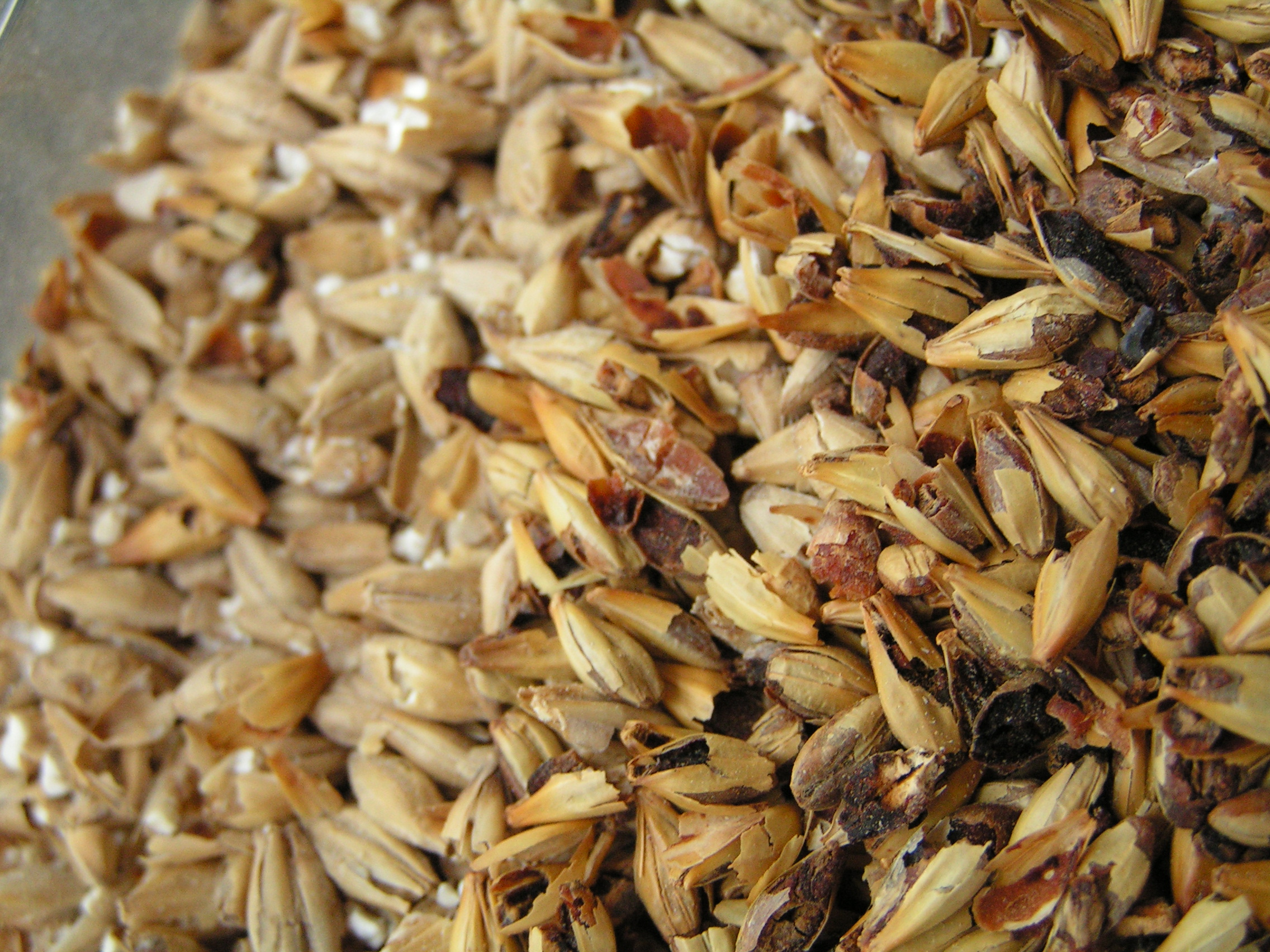
Malta.

La primera fase de la elaboración de la cerveza es la elaboración de la malta y suele hacerse en unas bodegas especiales. Esta fase es previa a cualquier otra en la elaboración de la cerveza y es considerada de vital importancia en su producción, para ello se puede emplear cualquier tipo de cereal, aunque en la actualidad está muy difundido en el 
mundo occidental el uso de la cebada, en la antigüedad por el contrario se empleaba trigo de espelta. El objetivo es obtener de una forma ingeniosa al mismo tiempo el almidón y las enzimas (la mayoría de tipo a-amilasa y ß-amilasa) que permiten convertirlo en azúcares (maltosa). Para lograr esto se hacen germinar los granos el «justo intervalo» en el que el brote comienza a consumir el almidón del grano, en este momento se interrumpe el proceso. Las etapas son las siguientes:
1. Selección del grano: este proceso es delicado ya que debe observarse con sumo cuidado que los granos tengan una textura homogénea, cualquier defecto afecta a la estabilidad del producto final.
2. Remojado del grano: se pone a remojar el cereal en diferentes ciclos de remojo llegando a reblandecer e hinchar el grano por la absorción del agua. Durante el primer remojo se suele añadir algo de cal con el objeto de desinfectar y limpiar el cereal.
3. Germinado: en este momento, de los granos sale un diminuto brote verde (plúmula y la radícula) de unos centímetros de longitud, en este momento (previo a la aparición de la raíz), la planta emite una enzima que convierte el almidón en azúcar para alimentarse, en este justo instante se interrumpe el germinado. El proceso se hace siempre removiendo para que la germinación sea homogénea en todos los granos. Esta fase suele durar unos días.
4. Secado del grano: se seca el grano con el objeto de eliminar el germen, el intervalo de tiempo dedicado al secado puede variar dependiendo de la receta.

El malteado del cereal afecta a muchas propiedades de la cerveza final, por ejemplo el color dependerá del tiempo que esté secándose la malta en la última fase del malteado, la cerveza saldrá más oscura si se ha tomado más tiempo en el secado de la misma. Cuando se hace la malta con el centeno, hay que prevenir la inclusión del hongo del cornezuelo ya que puede causar una enfermedad denominada ergotismo, este tóxico se desarrolla particularmente durante el proceso de malteado. 

## Proceso de elaboración
Todas las cervezas se elaboran mediante los procesos descritos por una fórmula simple, generalmente la elaboración de la cerveza se divide en tres fases principales:
1. Obtención del mosto de la cerveza
2. Fermentación de la cerveza
3. Envase y embotellado

En las primeras fases antes de comenzar el procedimiento de elaboración, se procede a recoger los ingredientes intervinientes para limpiarlos y esterilizarlos convenientemente. Por ejemplo, la malta suele entrar en la fábrica con tierra y pequeñas piedras, todo ello se pasa por diferentes tamices. El agua que interviene en el proceso tiene que ser normalizada para que sea acorde con las recetas cerveceras (cualquier presencia fuera del calcio, los sulfatos y los cloruros induce siempre a sospechas), y se limpia e higieniza por igual los grits. 
La malta y los grits suelen molerse («molturación de la malta») posteriormente para que se puedan meter por los tamices y eliminar de esta forma todos los restos de cáscaras de los cereales molidos. Todos los ingredientes quedan finalmente en una textura harinosa.

### Obtención del mosto de la cerveza

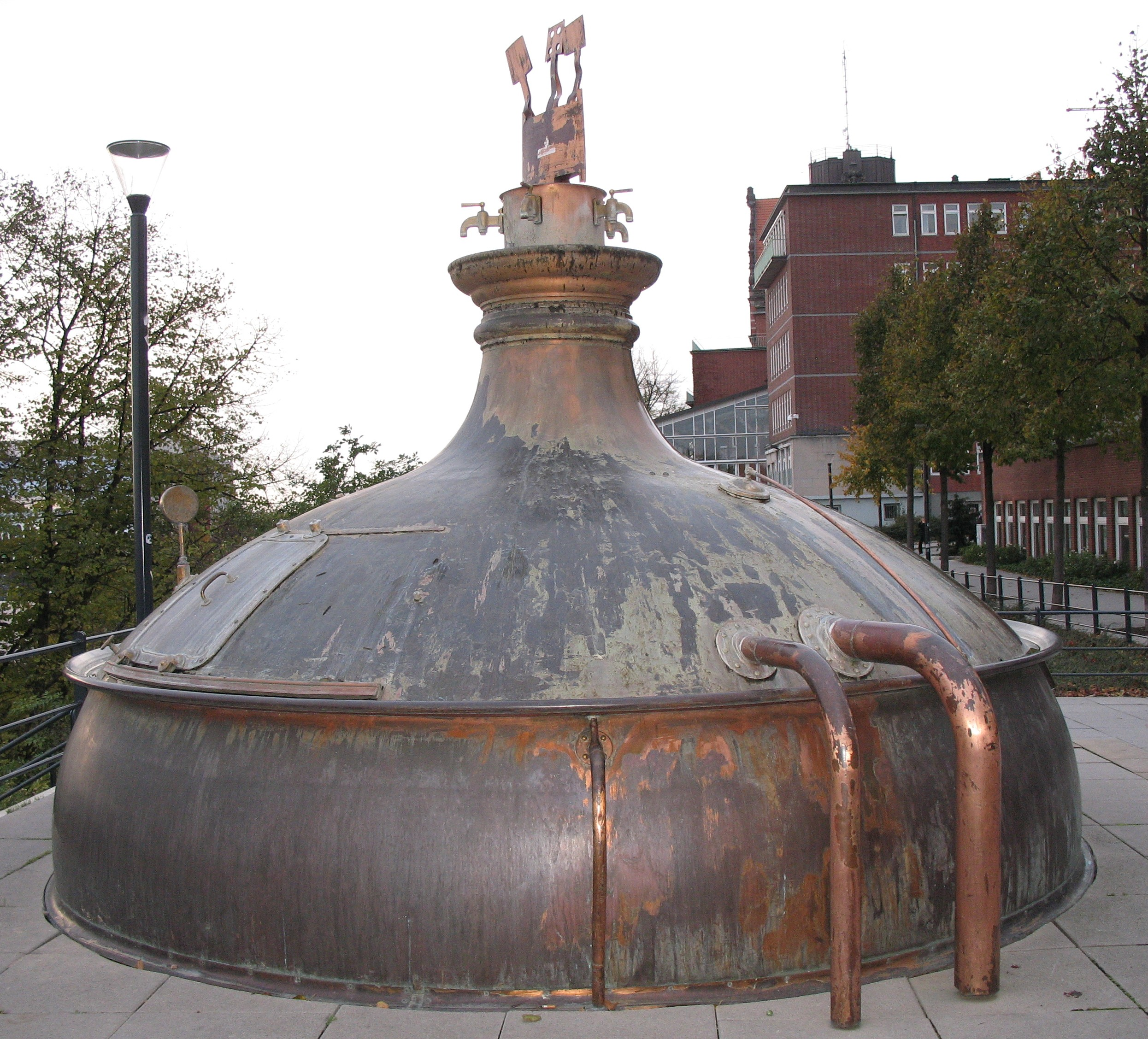
Olla de cocción antigua en Holsten-Brauerei Hamburgo.

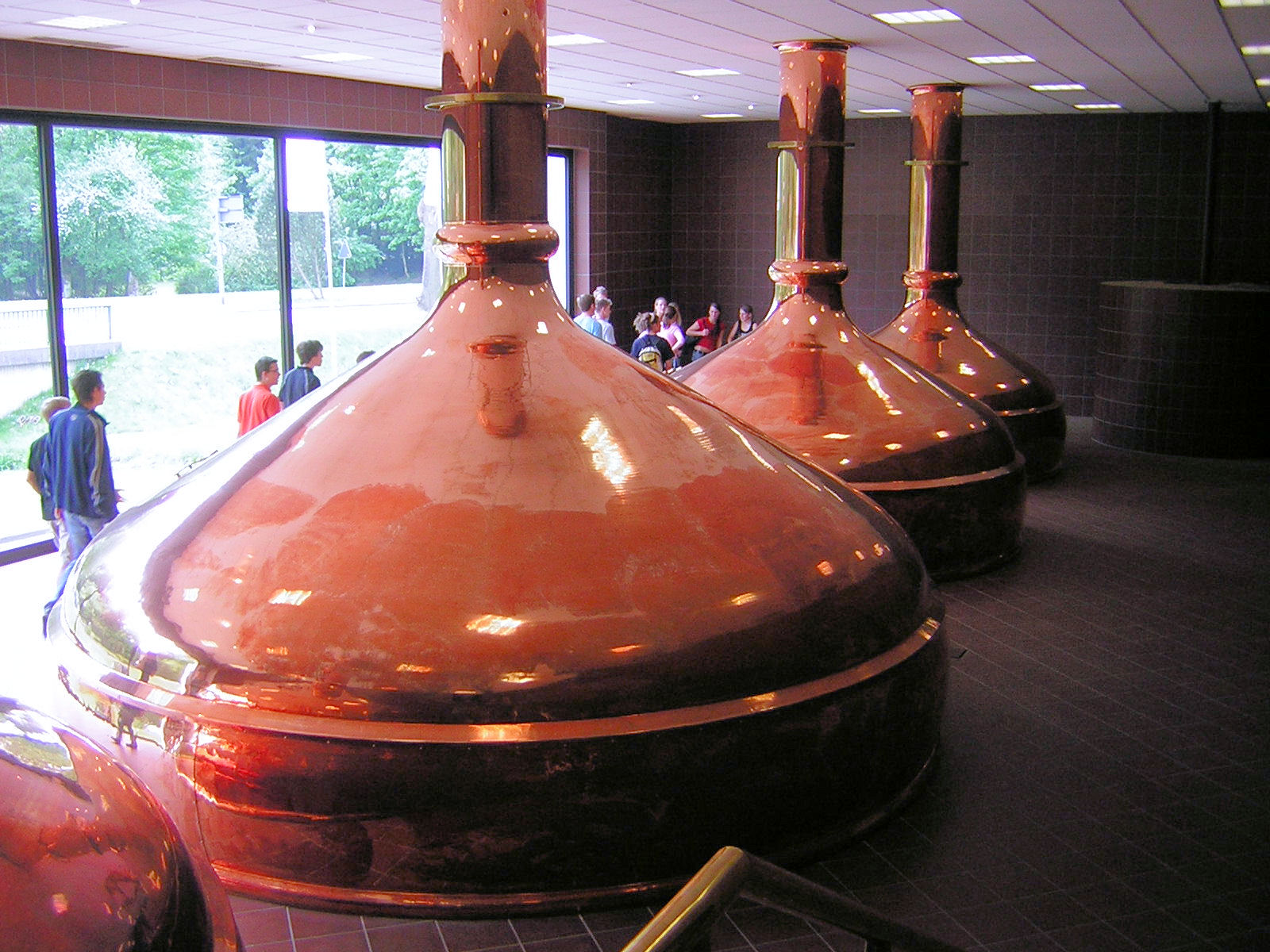
Cocción del mosto

#### Maceración de la malta
Los ingredientes tamizados se introducen en los grandes recipientes en los que se introduce agua y se remueve hasta que se forma una pasta consistente. La proporción entre la malta y el grit dependerá de la receta del maestro cervecero, pero generalmente suele ser aproximadamente de un 1/3 de malta. A la mezcla acuosa se la hace hervir durante unos minutos para favorecer el ataque sobre el almidón de las enzimas. 
En paralelo se está calentando una mezcla ligeramente acuosa de malta hasta aproximadamente 55 °C de temperatura para activar las enzimas y se sube hasta 90 °C; para luego ser mezcladas las dos en un solo recipiente. La mezcla anterior se somete a una serie de operaciones destinadas a activar diversas enzimas que reducen las cadenas largas de azúcares en otras más simples y fermentables. Principalmente, se trata de hacer pasar la mezcla por diversas etapas más o menos largas de temperatura, cada etapa siendo óptima para enzimas diferentes. De este proceso de maceración de la malta se obtiene un líquido claro y azucarado que se denomina «mosto». El proceso completo dura unas horas.

#### Filtración previa
El mosto, que tiene muchas partículas en suspensión, debe ser filtrado convenientemente para que quede un mosto limpio libre de impurezas que molesten a la fermentación, es por esta razón por la que la malta remojada que existe al final del proceso anterior con forma de masa espesa sobrante (denominada «afrecho») se retira y se emplea como subproducto para la elaboración de alimento para los animales. Antiguamente se hacía con unas cubas especiales con perforaciones en el fondo que se denominaban «cubas de filtración». A esta fase de la filtración se la suele denominar primera filtración, la segunda se hace tras la fermentación. El mosto filtrado y esterilizado no debe ponerse en contacto con el aire.

#### Cocción del mosto
Tras el filtrado se introduce el mosto filtrado en una olla y se pone a hervir durante algún tiempo con el objeto de esterilizarlo de bacterias que hayan podido aparecer durante los procesos anteriores, en este momento se añade el lúpulo con un doble objetivo: proporcionar un aroma característico y al mismo tiempo frenar los procesos enzimáticos anteriores.

### Fermentación de la cerveza
El mosto convierte el almidón en azúcares más simples y se ha aromatizado con lúpulo, ahora queda a disposición de la fermentación. El mosto dulce, de color azulado, de este proceso se obtiene el alcohol (OH) y el CO2. 

#### Inyección de la levadura

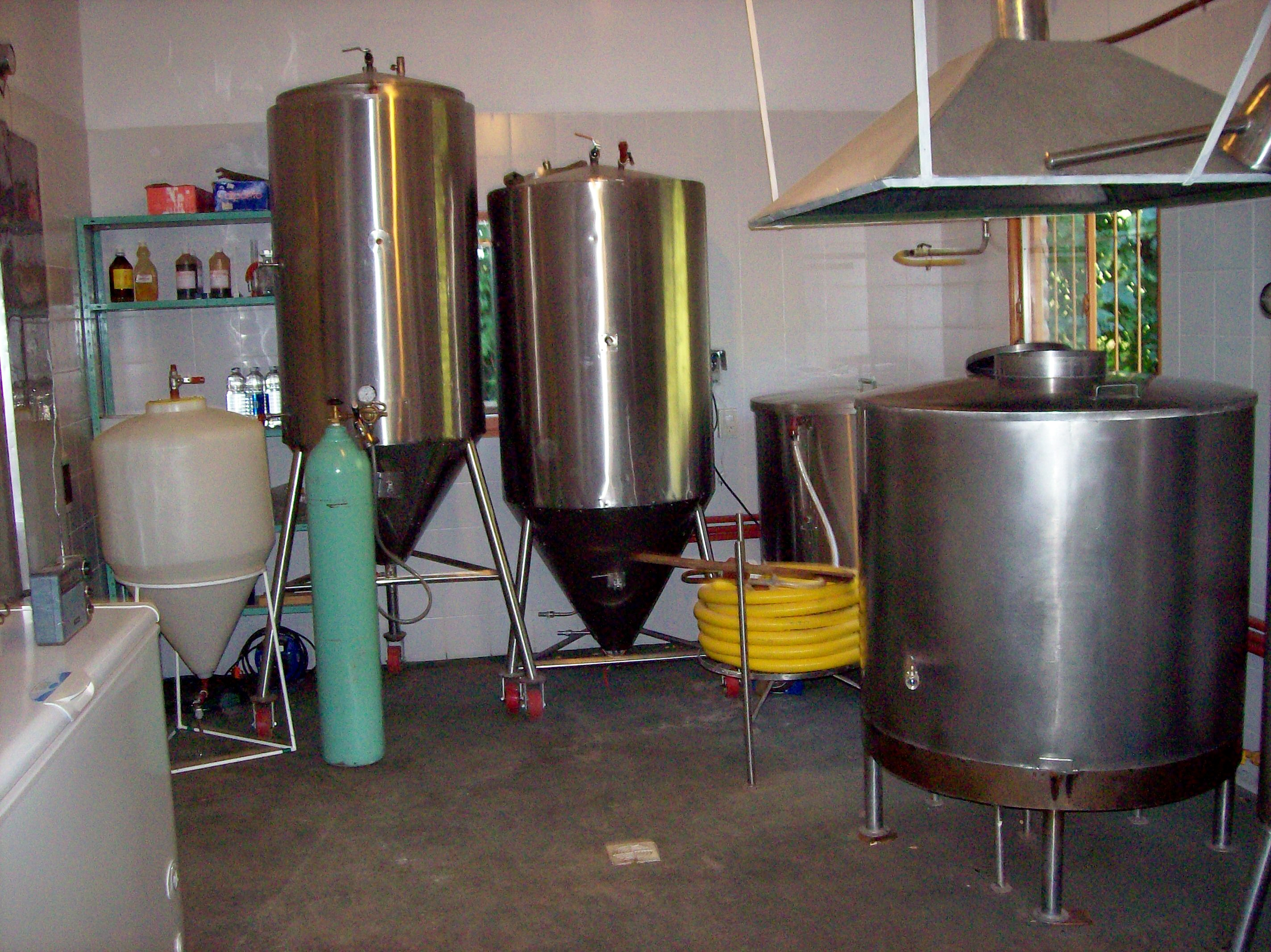
Cervecería artesanal

Antes de entrar en las cubas de fermentación se enfría el mosto a una temperatura de 15 °C a 20 °C para que al inyectar la levadura (que son organismos vivos) tenga efecto. Llegados a este punto se introduce una mezcla de aire y de levadura para que comience la fermentación, esta suele durar varios días (entre cinco y diez, dependiendo de la receta). Este proceso de fermentación del mosto es exotérmico y libera grandes cantidades de calor que hacen que las cubas deban ser refrigeradas constantemente para que sea posible la estabilización de la temperatura. La temperatura estabilizada dependerá en gran medida del tipo de fermentado y este depende del empleo de levaduras de:
- Alta fermentación (Saccharomyces cerevisiae), esta permanece en actividad por un intervalo de tiempo de 4 a 6 días a temperaturas relativamente altas entre los 18 y 25 °C. Las cervezas en este caso son de tipo Ale.
- Baja fermentación (Saccharomyces carlsbergensis), que se mantiene en actividad fermentativa durante un periodo de 8 a 10 días a temperaturas comprendidas entre 6 y 10 °C. Las cervezas en este caso son de tipo Lager.
- Fermentación espontánea, que se trata de una fermentación que se realiza en algunas cervezas belgas elaboradas en las cercanías del río Senne, cerca de Bruselas, no se le añade levadura. La fermentación es como la del vino y suele durar años.

Tras el proceso de fermentación se reserva el CO2 sobrante en recipientes especiales para la posterior carbonatación de la cerveza.
La fase de fermentado suele generar mucho calor y es muy común aprovechar el calor en lugar de dejarlo escapar, por esta razón se suele regenerar en una especie de condensador. No es nada más que un (intercambiador de calor).

#### Fermentaciones secundarias
Esta fase es completamente opcional y depende de la receta de elaboración de la cerveza, en algunos casos se puede necesitar más fermentaciones tras la «fermentación primaria». Algunas cervezas pueden llegar a tener hasta tres fermentaciones.

### Envase y embotellado
Tras el envejecimiento, suele filtrarse el líquido y envasarse en unas cubas especiales que se envían a la planta de embotellado y enlatado. Durante esta fase son importantes dos parámetros: la hermeticidad (que no se introduzca aire) y el movimiento de los envases.

## Elaboración artesana

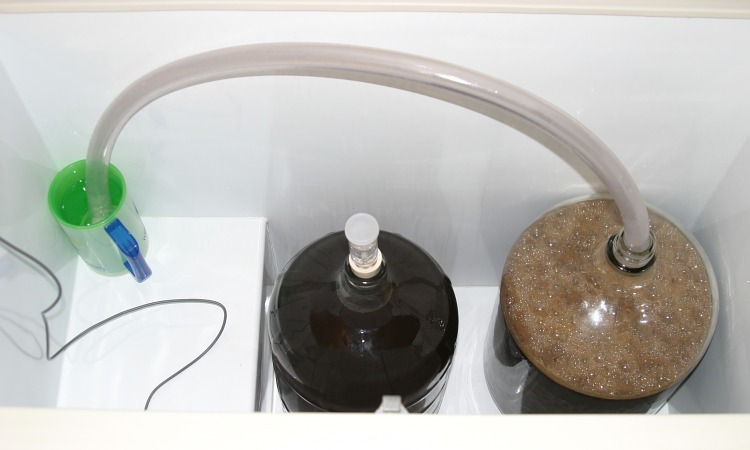
El típico montaje de fermentación en casa.

Precisamente en los años 1970, se puede decir que vuelve a aparecer la idea de producir cerveza de forma artesana. De hecho, el 80 % de todas las cervezas históricas son caseras o artesanales. Las mujeres europeas fueron excelentes cerveceras, pero como hemos dicho, el consumo de cerveza hecha en casa desapareció. Y volvió a brotar por interés que tuvieron los elaboradores caseros estadounidenses para reproducir las cervezas tradicionales europeas. Hasta el punto que importantes elaboradores de talla mediana han apostado por producir cervezas históricas y para resucitar recetas perdidas. Las asociaciones de elaboradores y consumidores desarrollaron (o propiciaron) también la degustación y la apreciación científica o profesional de la cerveza. Esta corriente pasó de nuevo el Atlántico para llegar en los años 80 primero a Inglaterra y después al resto de países de Europa. Actualmente existe un elevado número de microcervecerías repartidas por casi todos los rincones del mundo.

## Estilos de cervezas
Existen dos tipos fundamentales o estilos de cerveza: ale, o de fermentación alta, y lager, o de fermentación baja, cada una con sus diferentes subtipos. También las hay que se diferencian por el tipo de levadura usada durante su elaboración.

### Ale (fermentación alta)
Las cervezas de fermentación alta o de tipo ale fermentan a temperaturas más altas, entre los 15 °C y los 20 °C, y ocasionalmente por encima de los 24 °C. Las cervezas de levadura pura ale se elaboran con la espuma de la parte superior de la cerveza, es por esta razón por la que se denominan como cervezas de fermentación alta de la levadura. Las cervezas de tipo ale se pueden beber generalmente a las tres semanas tras el comienzo de la fermentación, sin embargo algunas variedades pueden ofrecer envejecimientos que van desde algunos meses hasta años. Pueden variar en color, desde ser muy pálidas hasta alcanzar colores negros opalescentes. Inglaterra es el mejor ejemplo de cerveza de tipo ale.

### Lager (fermentación baja)
Aunque la naturaleza de las levaduras no fue perfectamente comprendida hasta que el investigador Emil Christian Hansen de la Carlsberg brewery en Dinamarca aisló una célula de levadura en el siglo XIX, los fabricantes de cerveza en Baviera tenían experiencia centenaria en el uso de levaduras de fermentación de baja temperatura mediante el uso de levaduras de tipo lager, almacenándolas (lagern) en las cuevas alpinas. Este proceso de selección natural permitía que las levaduras resultantes («levaduras salvajes») pudieran permanecer activas mientras la cerveza era almacenada en cuevas.
Las levaduras de tipo lager tienden a ser recolectadas del fondo del cubo de fermentación y es esta la razón por la que se suelen denominar como cervezas de fermentación baja. Las cervezas lager son fermentadas a mucho más bajas temperaturas, alrededor de 10 °C, comparado con una fermentación normal a temperaturas de 18 °C. Durante el proceso se almacena la cerveza durante treinta días en condiciones muy cercanas al punto de fusión. Durante el almacenaje o proceso de lagering la cerveza recobra un aroma y sabor especial. Los componentes de azufre desarrollados durante el proceso de fermentación se disipan. La popularidad de la cerveza lager creció bastante cuando se desarrollaron de manera eficaz los sistemas de refrigeración a comienzos del siglo XX. 
Hoy en día las lagers representan a una vasta mayoría de las cervezas producidas, una de las más famosas es la denominada pilsener originaria de la ciudad de Pilsen, República Checa (Plzeň en checo). Es un error muy común creer que todas las lagers son claras de color y esto no es cierto: las cervezas de tipo lager pueden variar desde las muy claras hasta las oscuras (al igual que las cervezas de tipo ale).

### Cervezas de fermentación espontánea (levaduras salvajes)
Estas cervezas se elaboraron por primera vez en Bruselas, Bélgica. Se fermentan mediante el uso de levaduras salvajes que habitan en parte del río Zenne, que cruza parte de la ciudad de Bruselas. Estas cervezas se denominan también cervezas Lambic. Con la llegada de los bancos de levadura y del NCYC, la elaboración de cervezas, aunque no con la fermentación espontánea, es posible en cualquier lugar

### Cervezas de origen mixto
Estas cervezas se elaboran con mezclas de cervezas de fermentación espontánea y cervezas de tipo ale y lager, todo ello se hace al arte de cada maestro cervecero.